# Пельгжимовиці (Опольське воєводство)
Пельгжимовиці (пол. Pielgrzymowice, нім. Neudorf) — село в Польщі, у гміні Вількув Намисловського повіту Опольського воєводства.
Населення — 77 осіб (2011).
У 1975-1998 роках село належало до Опольського воєводства.

## Демографія
Демографічна структура станом на 31 березня 2011 року:
|          | Загалом | Допрацездатний вік | Працездатний вік | Постпрацездатний вік |
| -------- | ------- | ------------------ | ---------------- | -------------------- |
| Чоловіки | 36      | 8                  | 25               | 3                    |
| Жінки    | 41      | 14                 | 19               | 8                    |
| Разом    | 77      | 22                 | 44               | 11                   |